# 外国倒産処理手続
外国倒産処理手続（がいこくとうさんしょりてつづき）とは、一般的には、広く外国（すなわち日本国外）で行われる倒産処理手続をいうが、法律上は、二義ある。
その一は、外国倒産処理手続の承認援助に関する法律（平成12年11月29日法律第129号）におけるものであり、「外国で申し立てられた手続で、破産手続、再生手続、更生手続又は特別清算手続に相当するもの」をいう（同法2条1項1号）。
もう一つは、破産法、民事再生法および会社更生法におけるものであり、「外国で開始された手続で、破産手続又は再生手続に相当するもの」である（破産法245条1項、民事再生法207条1項、会社更生法242条1項）。
外国倒産処理手続の承認援助に関する法律は、外国で行われる倒産処理手続の効力を日本国内に及ぼす（承認する）ための手続を定めるものであるため、申立て段階（開始前）の倒産処理手続をも規律の対象とせざるを得ないのに対し、破産法等は、外国で行われる倒産処理手続の効力が当然に日本国内に及ぶ場面のみを定め、開始後の倒産処理手続のみを規律の対象としていることから、このような相違がある。
なお、本項における「外国」は全て日本の法律上の意味であることに注意されたい。